# Hey bionda
Hey bionda è un brano musicale cantato da Gianna Nannini e scritto assieme a Igor Campaner nel 1988. È il primo singolo estratto dall'album Malafemmina, che uscirà nel settembre dello stesso anno.
Con questo brano la cantante partecipa in estate al Festivalbar ed a Vota la voce, dove viene premiata come artista donna dell'anno.
La canzone è un inno antimilitarista che critica le donne militari, e il video viene girato in Israele, ma censurato in Italia.
Il riff di batteria usato in questa canzone riprende molto quello del brano The Way You Make Me Feel, pubblicato da Michael Jackson nel 1987.

## Tracce
1. Hey Bionda – 4:18
2. Hey Bionda (Tarantella Mix) – 4:05

## Classifiche
| Classifica (1988) | Posizione più alta |
| ----------------- | ------------------ |
| Austria           | 28                 |
| Germania          | 54                 |

## Hit Parade Italia - Classifica Singoli
| Settimana | 01 | 02 | 03 | 04 | 05 | 06 | 07 | 08 | 09 | 10 | 11 | 12 | 13 | 14 | 15 | 16 | 17 | 18 |
| --------- | -- | -- | -- | -- | -- | -- | -- | -- | -- | -- | -- | -- | -- | -- | -- | -- | -- | -- |
| Posizione | 24 | 9  | 6  | 4  | 3  | 4  | 3  | 4  | 2  | 5  | 2  | 4  | 6  | 7  | 6  | 7  | 13 | 16 |